# Boeny
Boeny er en region beliggende i den nordvestlige del af Madagascar i den tidligere provins Mahajanga. Den grænser til regionen Sofia mod nordøst, Betsiboka mod syd og Melaky mod vest. Regionshovedstaden er byen Mahajanga, og dens befolkning blev anslået til 543.200 i 2004. Boeny har et areal på 31.046 km² .
Boeny er inddelt i seks distrikter:
- Ambato-Boeni
- Mahajanga I
- Mahajanga II
- Marovoay
- Mitsinjo
- Soalala

Området ved Boinabugten var fra slutningen af 1600-tallet hjemsted for Kongeriget Boina, beboet af Sakalavafolket; Det blev okkuperet af Merinafolk i 1832 og annekteret af Madagaskar i 1840.

## Natur
I Boeny ligger tre nationalparker: Nationalpark Ankarafantsika, Nationalpark Baie de Baly og Tsingy de Namoroka Strict Nature Reserve.

## Eksterne kilder og henvisninger
1. 1 2  Profile des marchés pour les évaluations d’urgence de la sécurité alimentaire p. 27, Eliane Ralison og Frans Goossens 2006 hentet 5. maj 2009

15°43′12″S 46°21′12″Ø / 15.72000°S 46.35333°Ø